# Ehringhausen (Remscheid)
Ehringhausen ist ein Stadtteil von Remscheid im Stadtbezirk Remscheid-Süd, im Süden der Stadt gelegen und an Wermelskirchen grenzend. Die Größe beträgt 268 ha. Ehringhausen hat (2006) 1455 Einwohner.
Im Mittelalter gehörte es zur Pfarrei Wermelskirchen. Die Endung „-hausen“ deutet auf die Bezeichnung „Behausung“ im Sinne von „Hof“ hin. Ihr Ursprung dürfte in der sächsisch-westfälischen Siedlungsepoche des 9. und 10. Jahrhunderts zu suchen sein.

## Geschichte, Erstnennung
Die erste Nennung Ehringhausens ist registriert auf den Walpurgistag (1. Mai) im Jahre 1369, als „Albrechts Gut zu Eydenchusen“ mit „zehn Sümmer Haferabgaben“ belastet wurde. In der Folge wurden zwischen 1441 und 1648 noch folgende Schreibweisen bekannt: Eydinchussen, Edenkusen, Erynckhusen, Erickhusen, Erekusen, Erinhusen, Erikaussenn, Ernkhaussen, Erkaußen, Erhusen, Ehrekosen, Ehrekusen. In Bezug auf den Dialekt erkennt man den Eschbach als lokale Sprachgrenze.
Der erste Einzelhof Ehringhausens, nämlich der eines Mannes mit dem Vornamen Albrecht, muss sich ursprünglich dort befunden haben, wo der Quellgrund des Ehringhauser Siepen liegt, welcher in den Eschbach fließt.1560/63 nannte eine Hebeliste für den „Johanniterhafer“ bereits vier dort wohnende Personen. Die genannte Abgabe erfolgte an den Johanniterorden, der bis zu Zeiten Napoleons I. Patronatsherr der Remscheider Kirche war.
Unterhalb von Ehringhausen wurden zur beginnenden Neuzeit im Eschbachtal einheimische Erze verhüttet. Laut einer Urkunde bekam am 7. Januar 1591 Peter auf dem Hagen eine Hütten- und Hammerkonzession sowie die Erlaubnis, „aus dem Hohenwald“ Bauholz zu entnehmen. Er musste sich jedoch verpflichten, eine Zehnte von dem gewonnene Eisen an die herzogliche Kellnerei in Burg zu liefern.
Etwa 300 Meter unterhalb des Altenhammer gab es im Eschbachtal am Fuße von Ehringhausen den Johanneshammer, den Johannes Bertram II im Jahre 1677 baute. Hier wurden Sensen geschmiedet. Hammer II wurde 1845 am selben Teich durch Johannes Bernhard Hasenclever & Söhne errichtet. Ab 1960 kam gelegentlich der Kunstschmied Kurt Jorzyk vom Bergfrieder Weg in den Johanneshammer, um verschiedene Kunstobjekte und Damaszener-Schwerter nach alter Tradition zu schmieden.
Im Laufe der Jahre wurden durch die Einführung des fränkischen Erbrechts aus den großen Einzelhöfen, wie hier in Ehringhausen, Hofschaften. Bereits 1675 nennt das Remscheider Lagerbuch als Haus- und Hofbesitzer acht verschiedene Familien. Die Hammerwerksbesitzer und Kaufherren Hasenclever und Halbach nahmen hier ihren Wohnsitz und machten die Hofschaft zu einem gesellschaftlichen Mittelpunkt. Der Name der Gaststätte „Alte Poststation“ erinnert an die Zeiten, als es hier einen Postwagendienst gab. Die lokale Bezeichnung für den Bereich um den heutigen Buswendeplatz ist „Hippe“. Dieser Name rührt von einem hier ehemals ansässigen, schrulligen Mitbürger namens Josua her, der dort eine Hippe, also eine Ziege hielt.

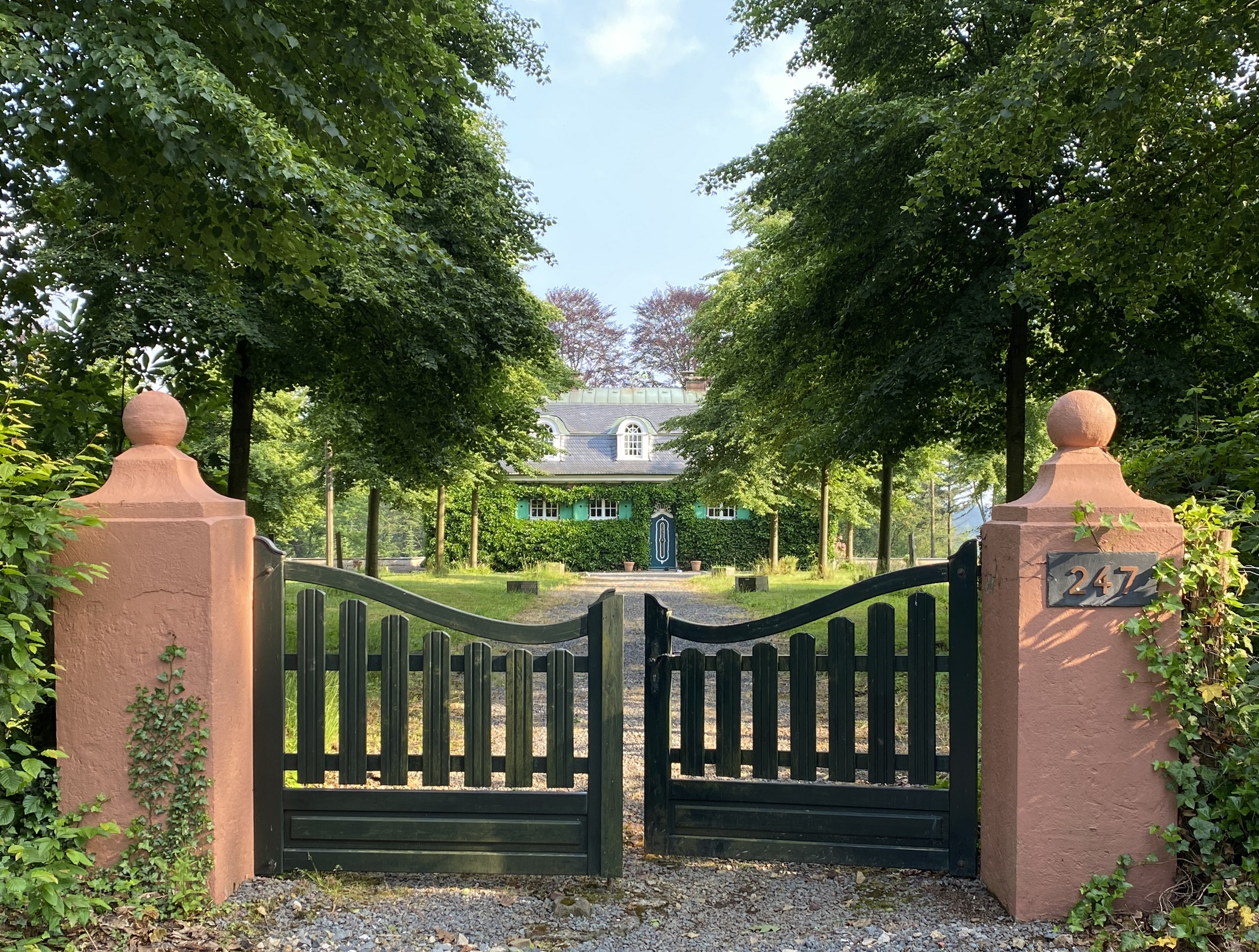
Forstgut Ehringhausen

Im nordwestlichen Bereich des Stadtteils – etwas unterhalb des Güldenwerther Bahnhofs im Bereich der „Schafsdelle“ im Wald – entspringt der „Kirschensiepen“, ein kleines Bächlein, das in der Nähe des Jagenbergshammers in den Lobach mündet und seinen Namen dem Bestand an Wildkirschenbäumen an seinem Oberlauf verdankt. Bereits 1675 ist der „Kirsenseypen“ urkundlich erwähnt, 1827 als „Keensiepen“.
In dem seit dem 16. Jahrhundert existierenden Forstgut Ehringhausen steht an der Burger Straße 247 das von Walter Hasenclever 1914–17 errichtete unter Denkmalschutz stehende Herrenhaus.
Ehringhausen ist von Bombenangriffen während des Zweiten Weltkrieges weitgehend verschont geblieben, so dass man hier noch einige alte Bausubstanz vorfindet, vor allem Schiefer- und Fachwerkhäuser. Im Eschbachtal gibt es als Relikt aus dem Zweiten Weltkrieg noch einen Einmannbunker.

## Kultur, Vereine
Unter den Vereinen sind der Ehringhauser Männergesangverein 1850 zu nennen, der 1921 gegründete Frauenchor, der Turnverein von 1880, der Kleingärtnerverein und ehemals eine Freiwillige Feuerwehr mit hölzernem Übungsturm.
Erstmals im späten 18. Jahrhundert hatte Ehringhausen eine Schule. Sie befand sich dort, wo jetzt die Straße „Im Loh“ liegt. Die diesbezügliche alte Flurbezeichnung ist „Loden“. Im Adressbuch für die Stadt und den Stadtkreis Remscheid von 1896 wird in Ehringhausen eine Flickschule aufgeführt. Sie stand unter der Leitung von „Frau Walter Hilger“ und hatte an die 40 Schülerinnen.

## Persönlichkeiten
- Ernst Hasenclever (1814–1869), Kaufmann, Fabrikbesitzer und Politiker

## Verkehr
Die Stadtwerke Remscheid fahren Ehringhausen mit den Buslinien 653 und NE 13 an.

## Galerie

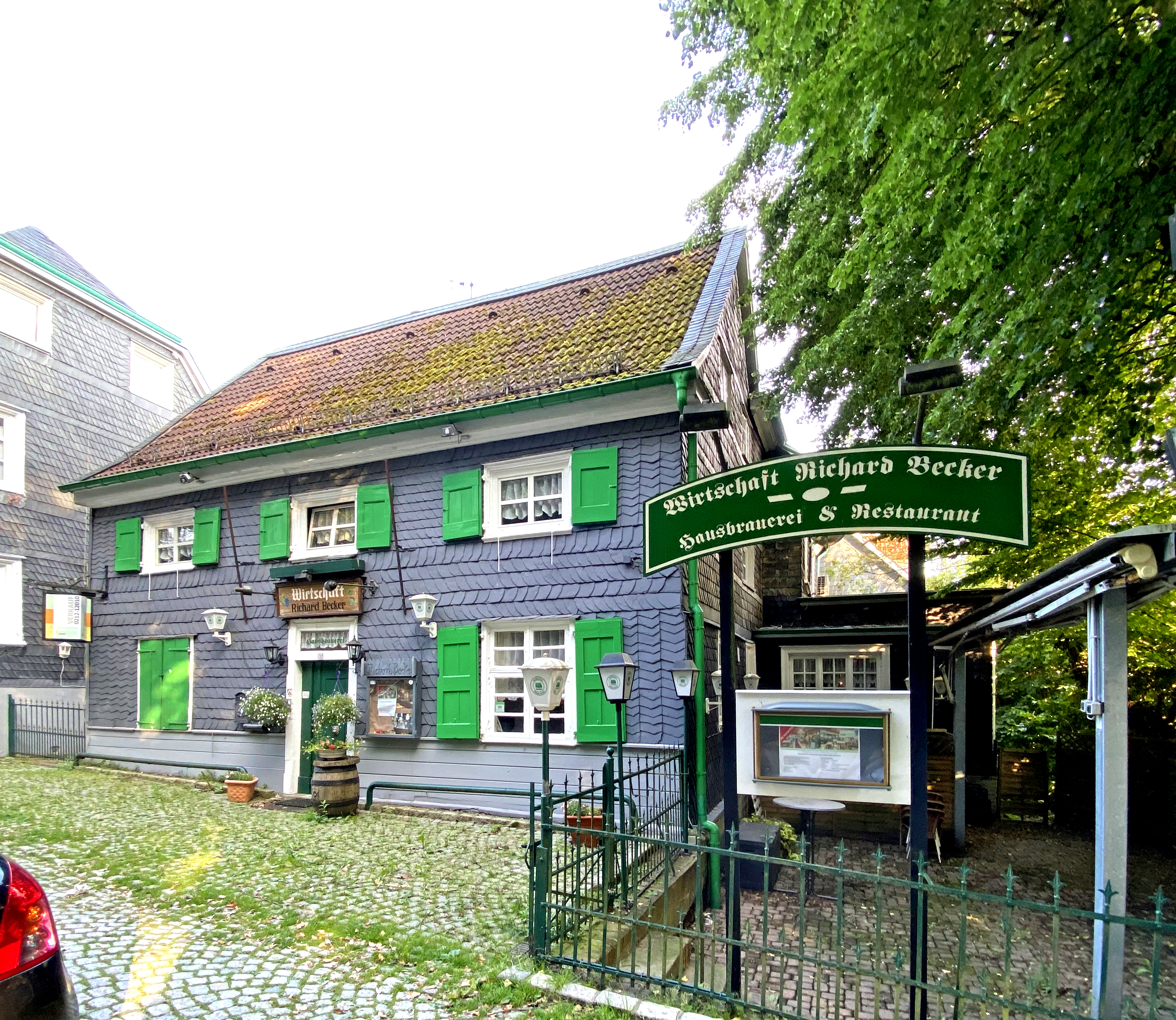
ehem. Gastwirtschaft Richard Becker
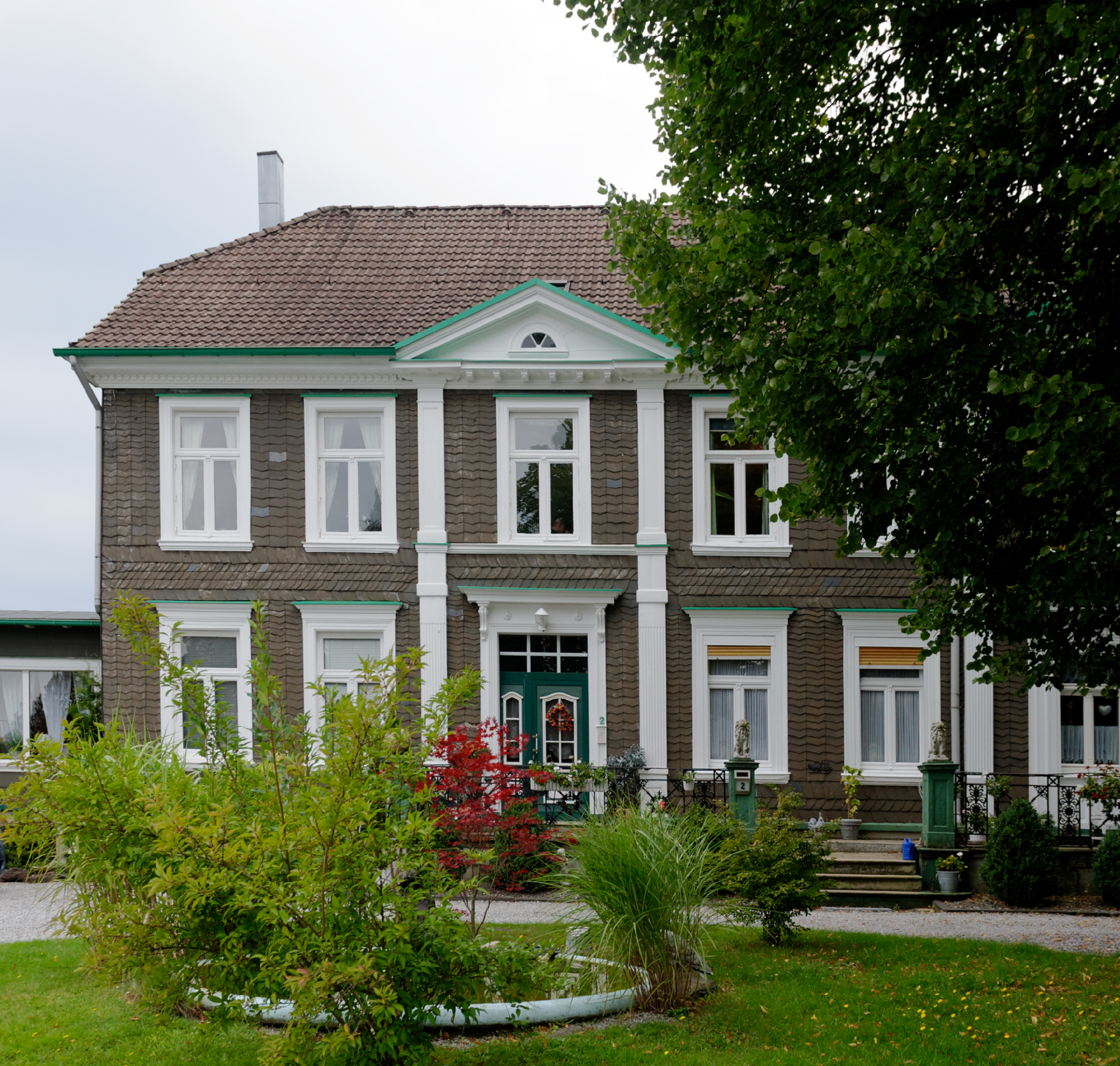
Baudenkmal Ehringhausen 2
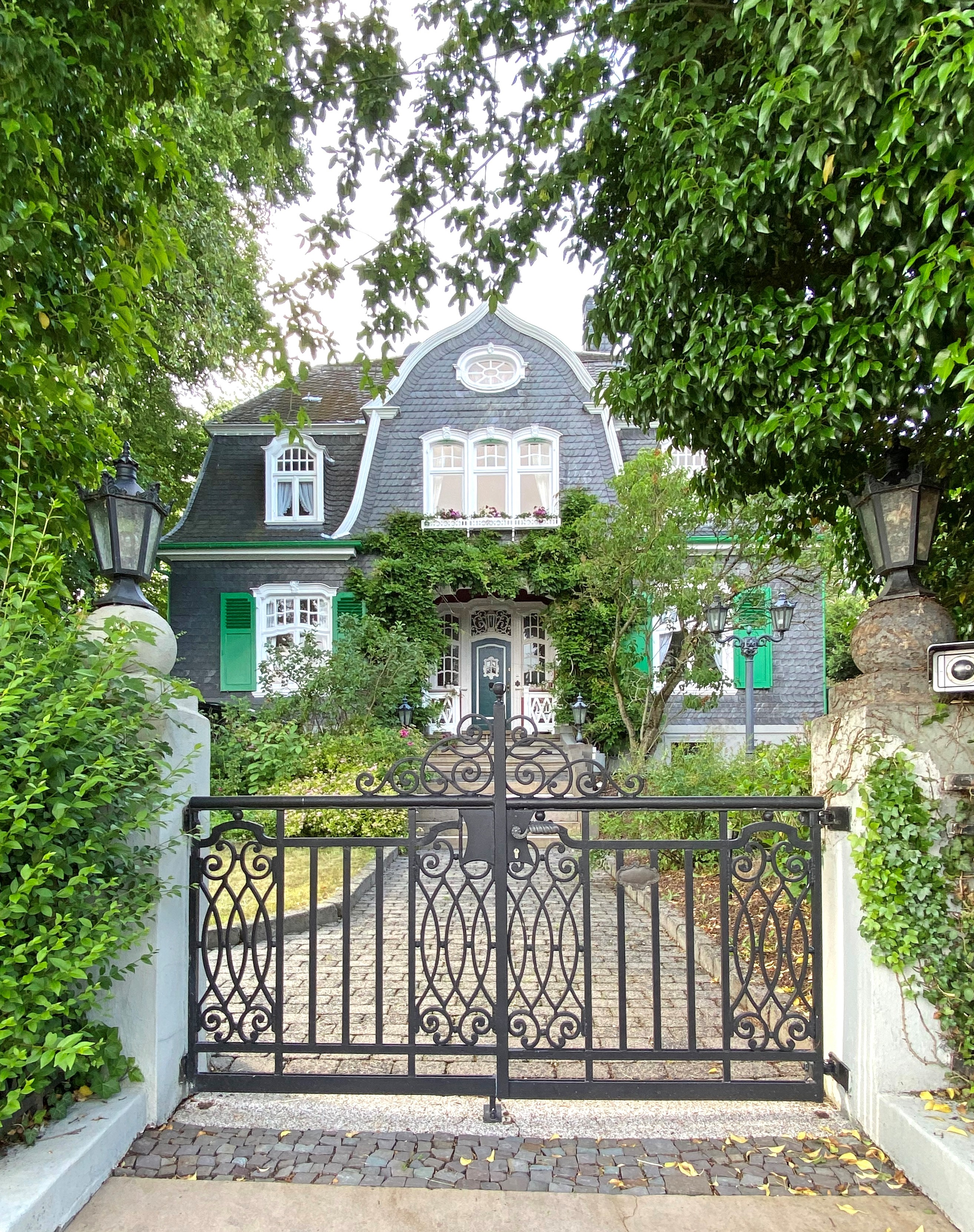
Baudenkmal Ehringhausen 12
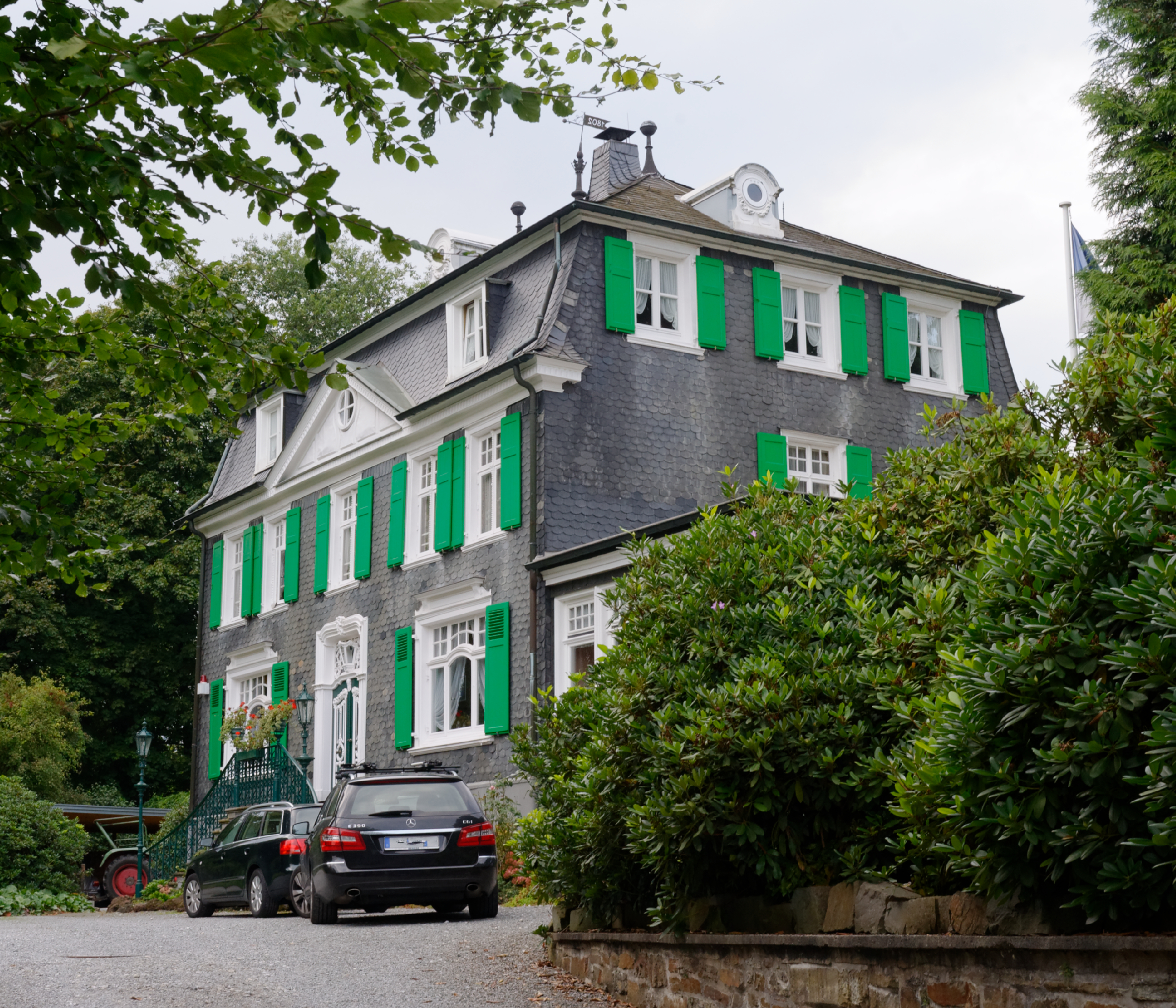
Baudenkmal Ehringhausen 34
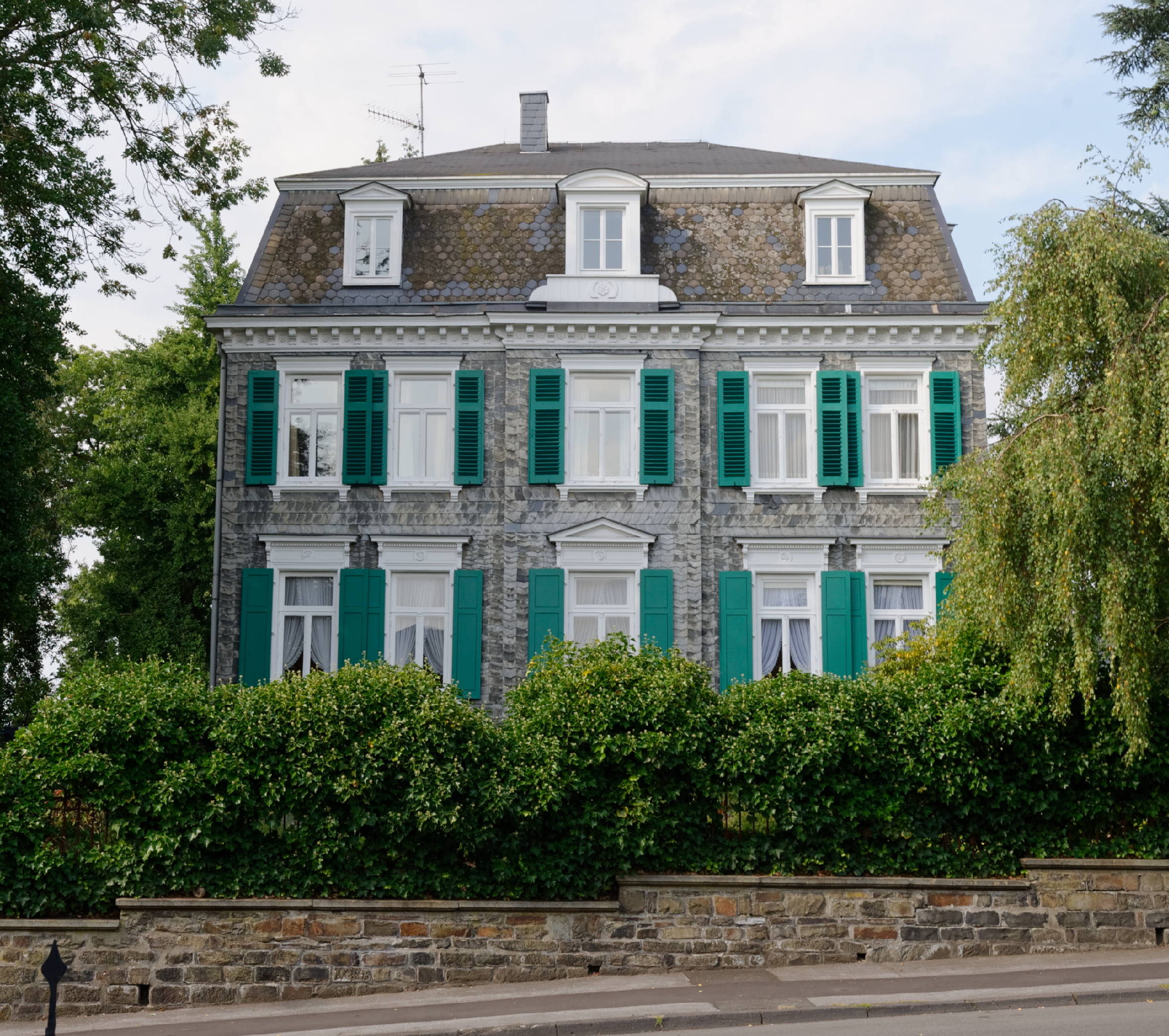
Baudenkmal Ehringhausen 40
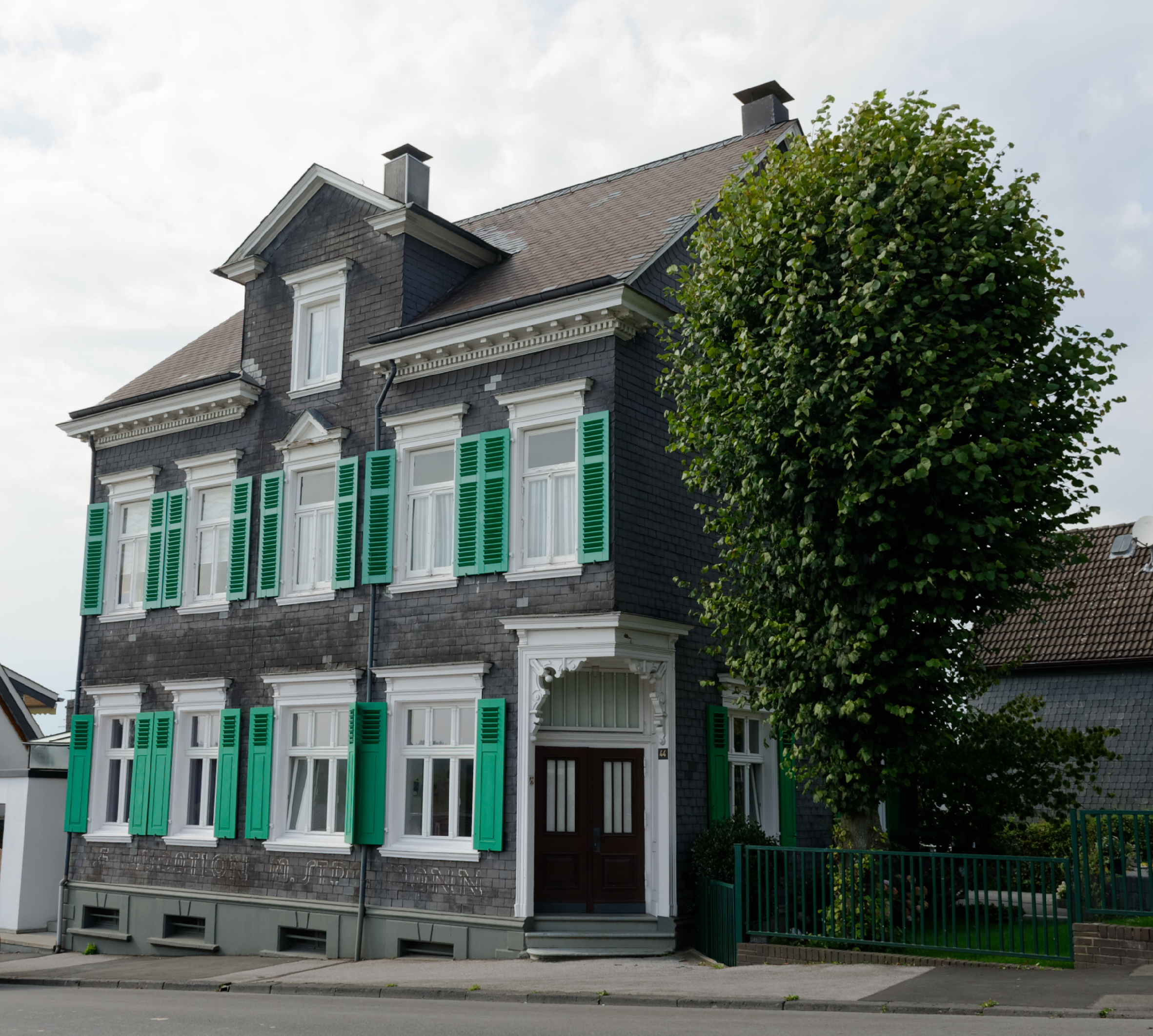
Baudenkmal Ehringhausen 44
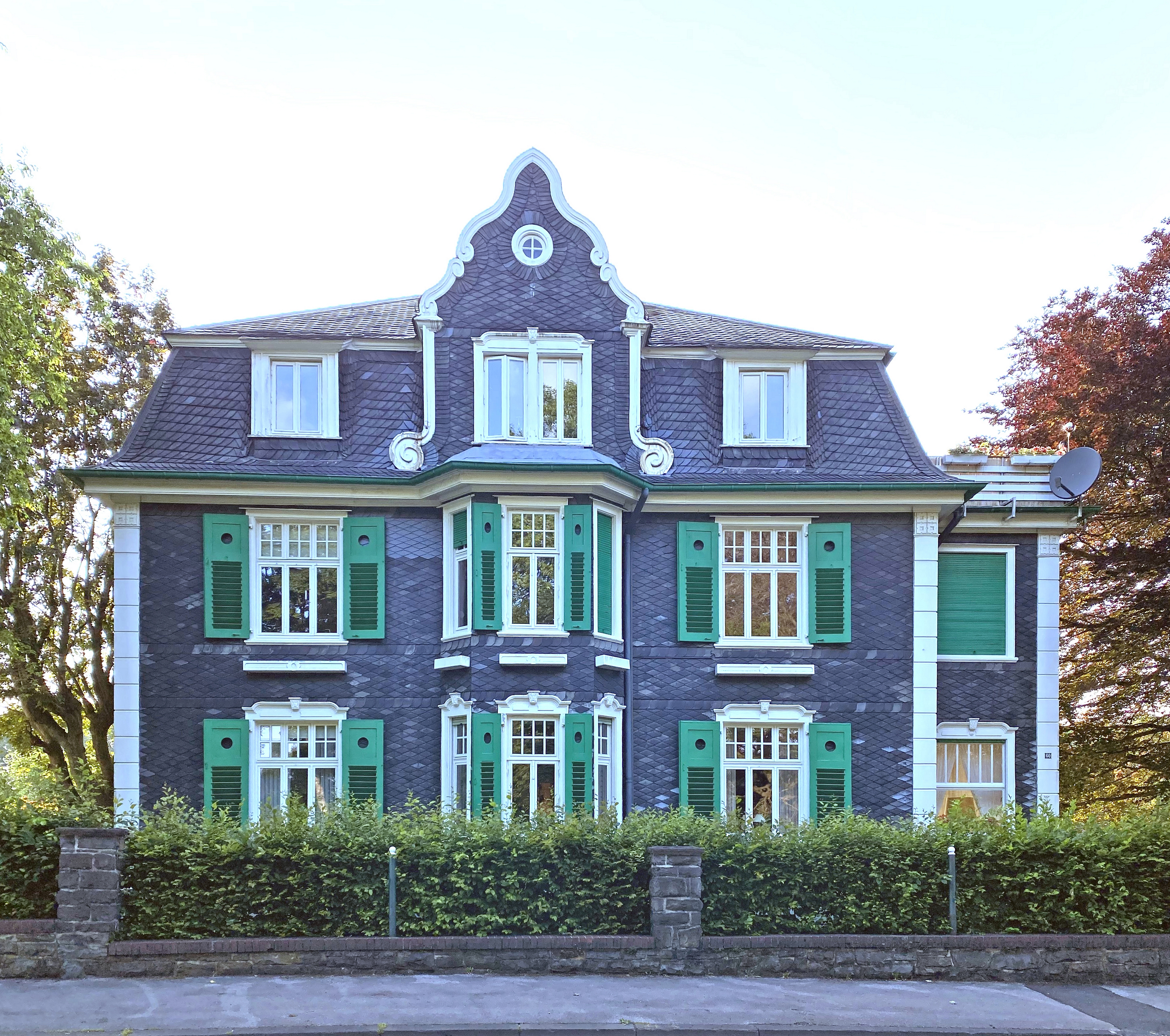
Baudenkmal Ehringhausen 60
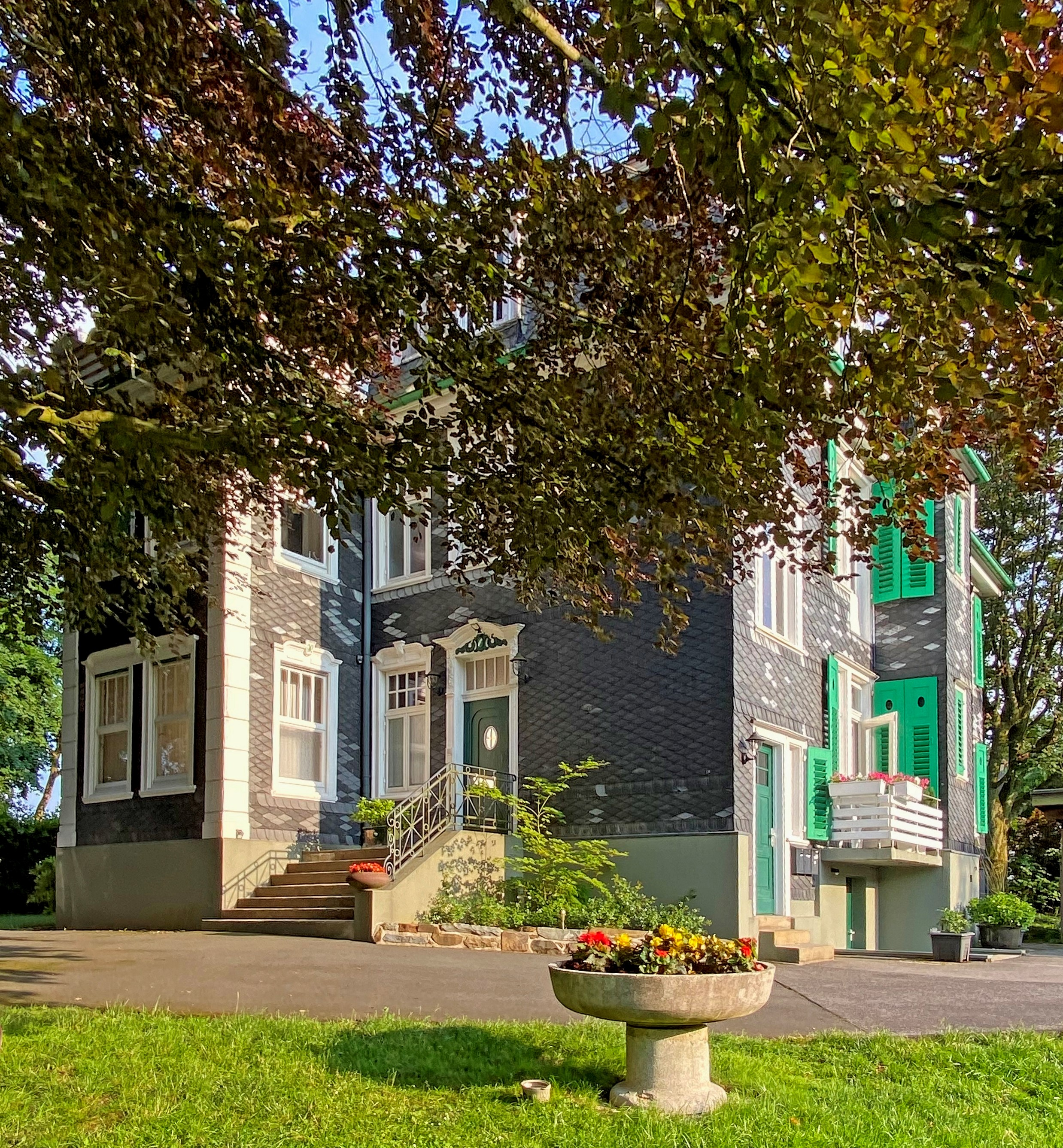
Baudenkmal Ehringhausen 60
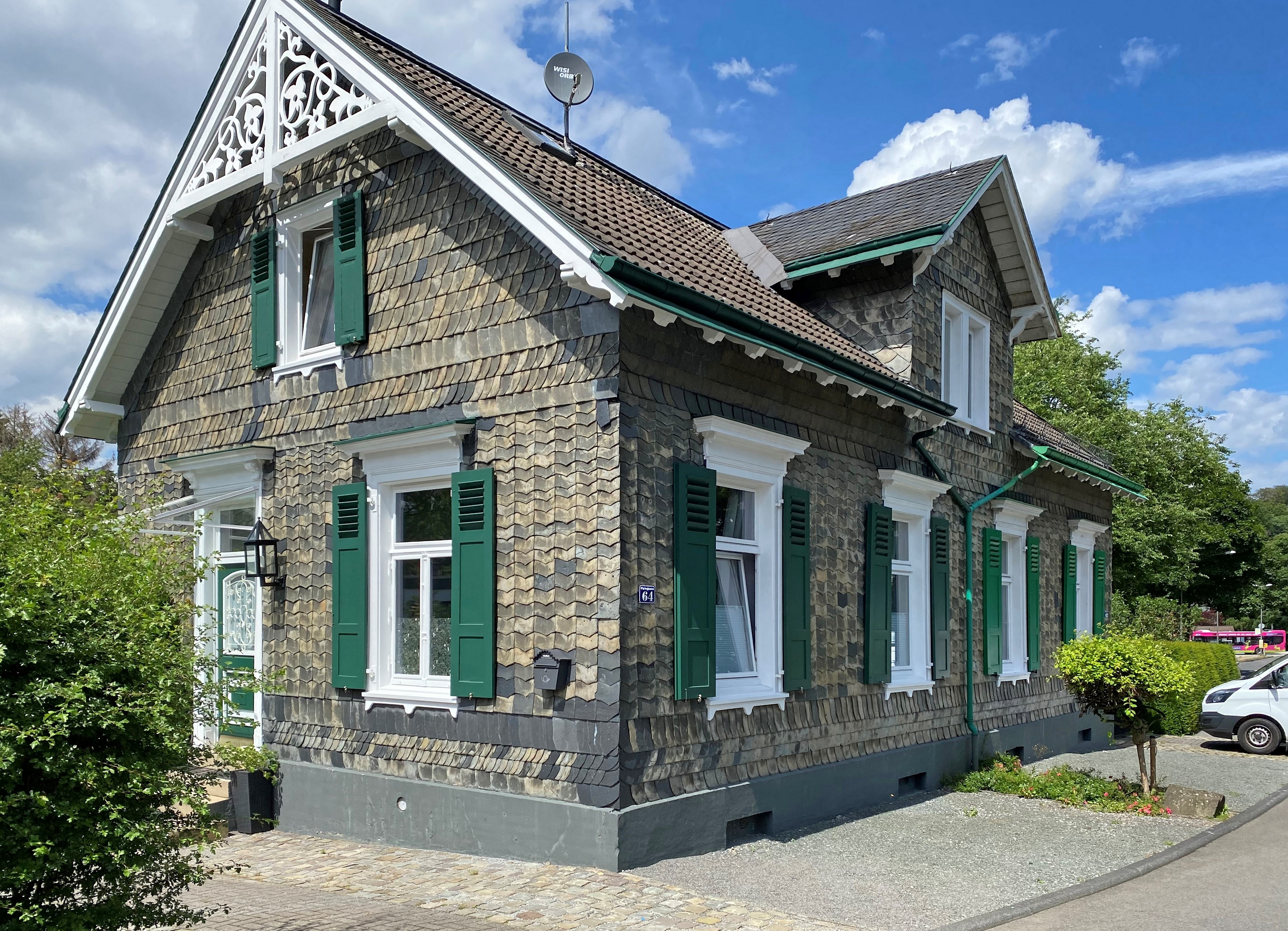
Ehringhausen 62–64
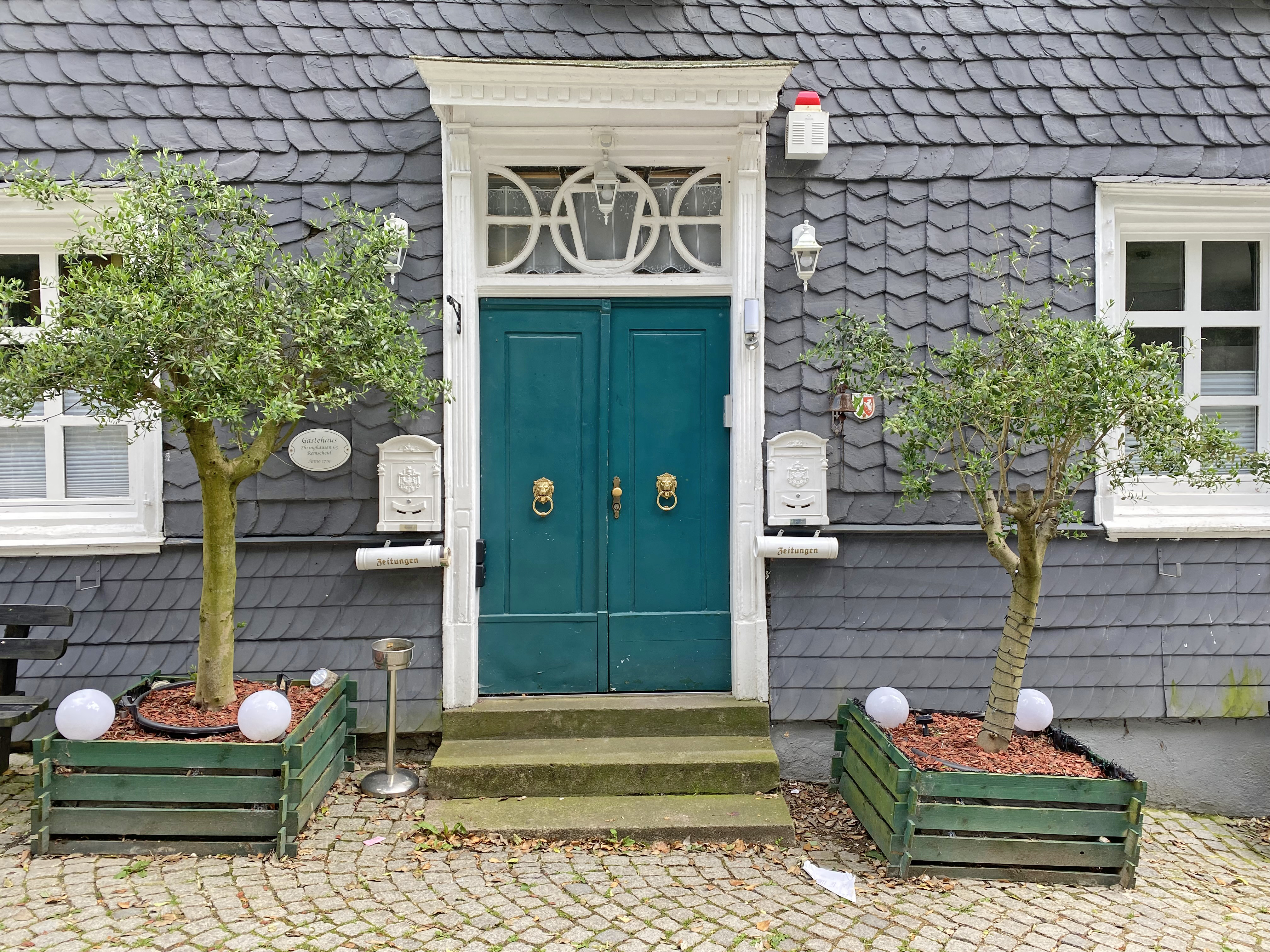
Hauseingang Baudenkmal Ehringhausen 63
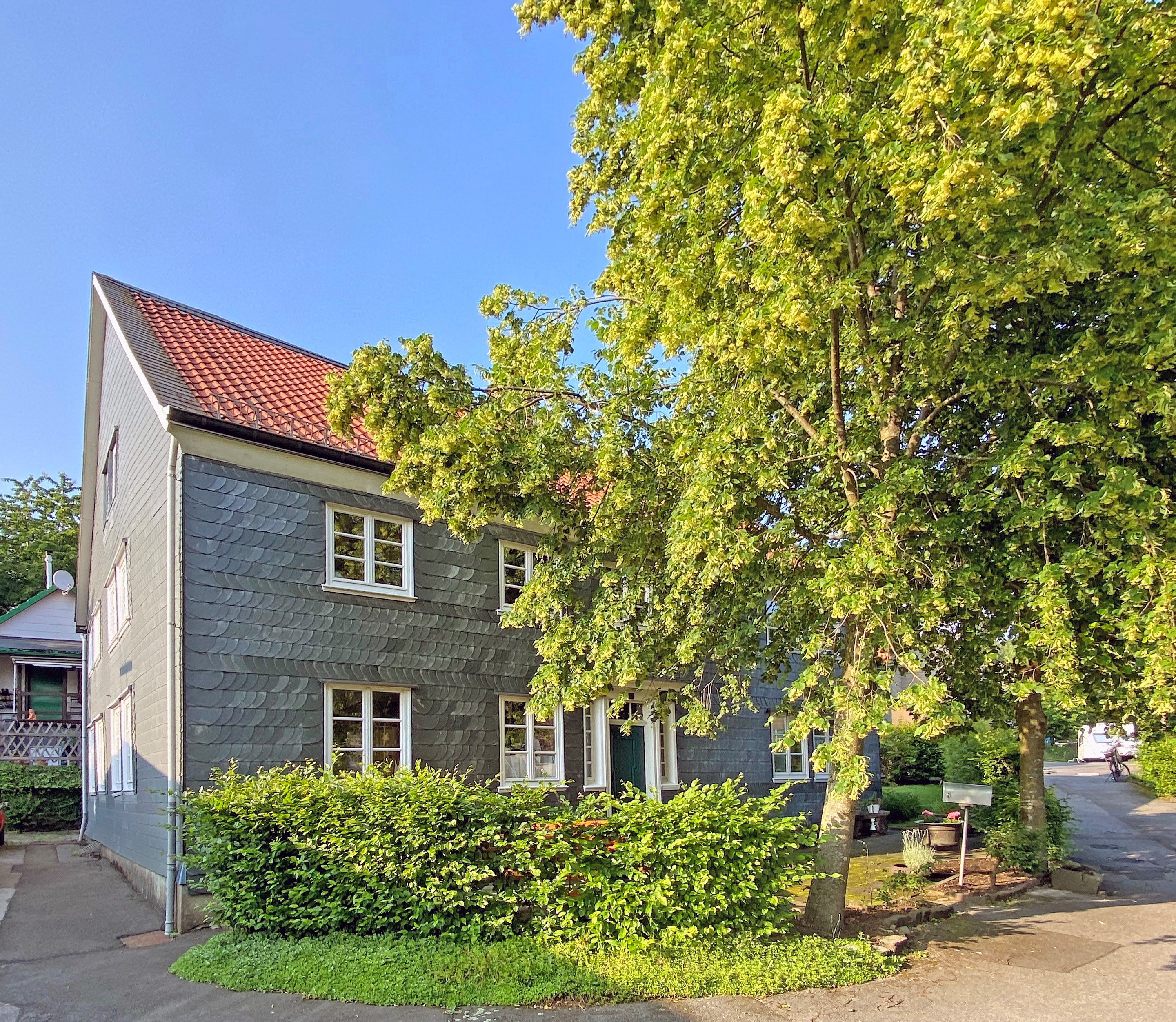
Baudenkmal Ehringausen 41
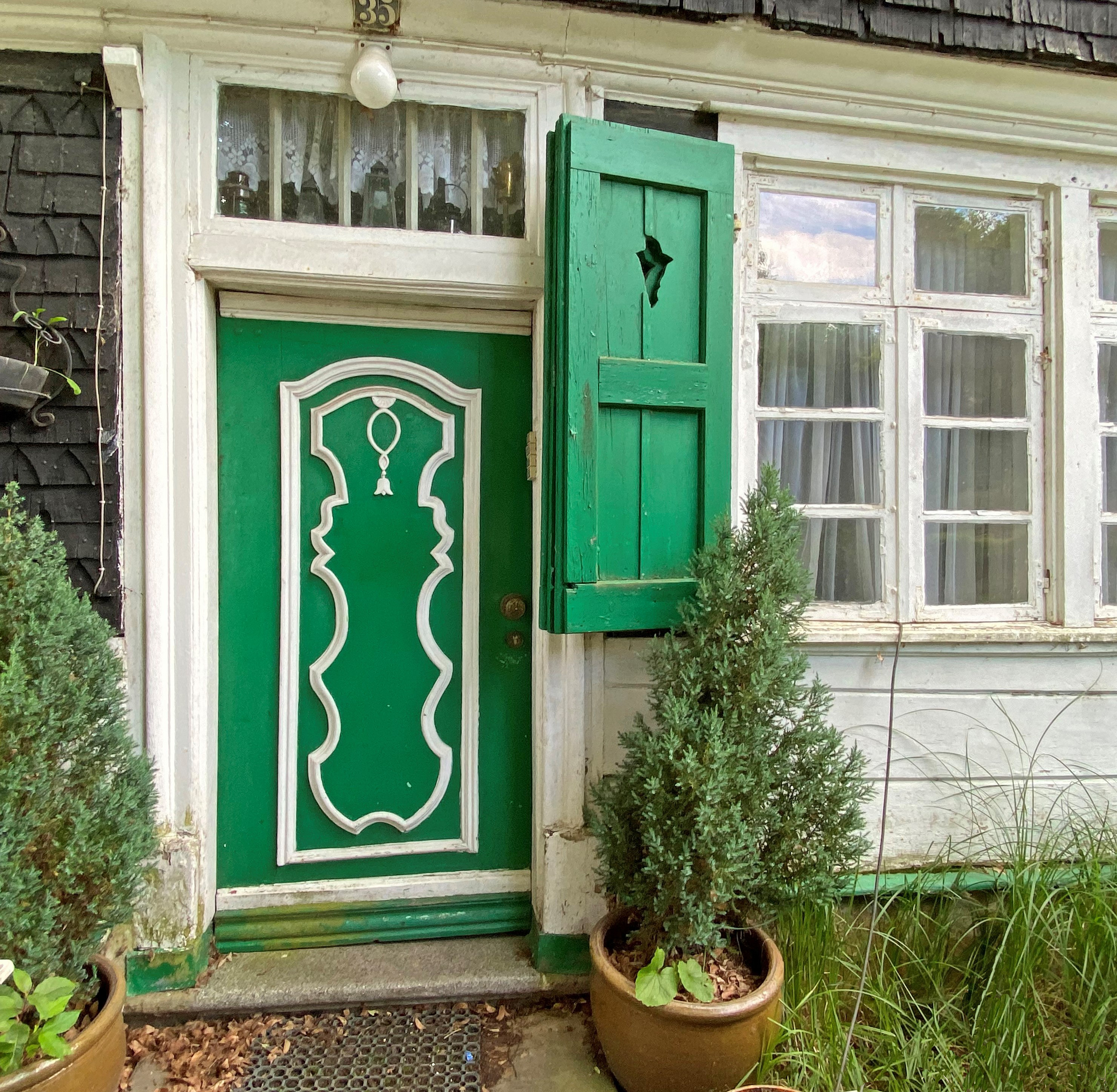
Alte Haustür Ehringhausen 35